# Wohlgeschichtete Kalk-Formation
- Humph.-Fm. = Humphriesioolith-Formation
- L.Bk-Fm = Liegende Bankkalk-Formation
- H.Bk-Fm = Hangende Bankkalk-Formation
- Zm-Fm = Zementmergel-Formation
- S.-Fm = Solnhofen-Formation
- Rö.-Fm = Rögling-Formation
- U.-Fm = Usseltal-Formation
- Mö.-Fm = Mörnshein-Formation
- N.-Fm = Neuburg-Formation
- R.-Fm = Rennertshofen-Formation

Die Wohlgeschichtete Kalk-Formation (früher auch nur „Wohlgeschichtete Kalke“, auch „Idoceratenschichten“ oder „Planulakalke“) ist eine lithostratigraphische Formation des Süddeutschen Jura. Sie wird von der Impressamergel-Formation unterlagert und von der Lacunosamergel-Formation überlagert. Sie verzahnt sich lateral mit der Lochen-Formation und der Nerineenkalk-Formation. Sie erreicht eine maximale Mächtigkeit von 15 bis 80 m und wird in das obere Oxfordium datiert.

## Geschichte
Der Begriff wurde von Gert Bloos, Gerd Dietl und Günter Schweigert 2005 für eine lithostratigraphische Gesteinsformation vorgeschlagen. Der Name geht zurück auf den von Friedrich August Quenstedt bereits 1843 eingeführten Begriff „Wohlgeschichtete Kalkbänke“. Der Name ist abgeleitet von dem mauerartigen Aussehen der Kalkbänke dieser Formation. Die älteren Namen Planulakalke (von Idoceras planula) bzw. Idoceratenceratenschichten weisen auf das Vorkommen der obigen Ammonitenart bzw. -gattung in diesen Schichten hin.

## Definition und Verbreitungsgebiet
Die Wohlgeschichtete Kalk-Formation umfasst mauerartige gebankte helle Kalkbänke. Die Untergrenze ist durch die Oberkante der sog. „Bimammatum-Bänke“ (oder Bimamatum-Subformation) der Impressamergel-Formation definiert. Sie verzahnt sich vor allem im höheren Teil mit der Lochen-Formation und wird zunehmend von dieser Formation ersetzt. Die Obergrenze bildet das Einsetzen der mergeligen Lagen der Lacunosamergel-Formation. An der Basis dieser Formation sind lokal Ammonitenanreicherungen und Lagen mit Glaukonit ausgebildet. Im Oberrheintal entspricht ihr zeitlich die Nerineenkalk-Formation. Die Verbreitung der Impressamergel-Formation erstreckt sich über die gesamte Schwäbische Alb bis ins Wutach-Gebiet.

## Zeitlicher Umfang und Untergliederung
Die Wohlgeschichtete Kalk-Formation wird chronostratigraphisch in das obere Oxfordium datiert. Sie wird nicht weiter untergliedert.